# Guillaume Borne
Guillaume Borne (Castres, Francia, 12 de febrero de 1988), futbolista francés retirado. Jugaba de defensa. Se retiró en el 2015 a los 27 años, debido a una fuerte lesión. Luego del retiro sufrió de depresión.

## Clubes
| Club                   | País    | Año       | Partidos | Goles |
| ---------------------- | ------- | --------- | -------- | ----- |
| Stade Rennes           | Francia | 2006-2009 | 21       | 0     |
| Stade Brest (préstamo) | Francia | 2008-2009 | 12       | 1     |
| US Boulogne            | Francia | 2009-2011 | 29       | 0     |
| AS Beauvais            | Francia | 2011-2012 | 25       | 0     |
| AS Vitré               | Francia | 2012-2015 | 30       | 2     |